# Красноярский район (Астраханская область)
Красноя́рский райо́н — административно-территориальная единица (район) и муниципальное образование (муниципальный район) в Астраханской области России.
Административный центр — село Красный Яр.

## География
Район расположен в восточной части Астраханской области, в дельте реки Волга. Граничит с Харабалинским, Наримановским, Володарским районами Астраханской области, на востоке граничит с Курмангазинским районом Республики Казахстан. Кроме крупных рек Бузан и Ахтуба по территории района протекают множество рукавов дельты Волги — реки Маячная, Прорва, Проездная и другие.
Климат резко континентальный с жарким сухим летом, холодной и малоснежной зимой, самый жаркий месяц — июль. Абсолютный максимум +42 градуса. Самый холодный период январь-февраль.

## История
14 июля 1925 года на основании постановления Президиума ВЦИК вместо Красноярского уезда в Астраханской губернии был образован Красноярский район. В него входили Красноярская, Сеитовская, Теплинская, Шаганокондаковская волости, Аксарайские и Красноярские пескозакрепляемые участки. В июне 1928 года район вошёл в составе Астраханского округа Нижне-Волжского края. 30 июля 1930 года Астраханский округ, как и большинство остальных округов СССР, был упразднён. Его районы отошли в прямое подчинение Нижне-Волжского края. С 10 января 1934 года Красноярский район в составе Сталинградского края, с 5 декабря 1936 года — в составе Сталинградской области. 16 июля 1937 года в составе Сталинградской области был повторно образован Астраханский округ куда вошёл и Красноярский район.
27 декабря 1943 года район вошёл в состав вновь образованной Астраханской области. Последнее преобразование Красноярского района состоялось в связи с освоением Астраханского газоконденсатного месторождения в мае 1982 года, когда в состав района был включен Ахтубинский сельсовет.
С 1 января 2006 года в соответствии с Законом Астраханской области № 43/2004-ОЗ от 6 августа 2004 года в составе района образовано 16 муниципальных образований (сельских поселений).

## Население
| 1939    | 1959    | 1970    | 1979    | 1989    | 2002    | 2003    | 2004    | 2005    |
| ------- | ------- | ------- | ------- | ------- | ------- | ------- | ------- | ------- |
| 39 813  | ↘24 817 | ↗27 835 | ↘27 645 | ↗45 547 | ↘38 534 | ↘38 200 | ↘37 600 | ↘37 300 |
| 2006    | 2007    | 2008    | 2009    | 2010    | 2011    | 2012    | 2013    | 2014    |
| ↘36 600 | ↘36 500 | ↗36 600 | ↗36 864 | ↘35 615 | ↗35 663 | ↗35 710 | ↗35 954 | ↗36 280 |
| 2015    | 2016    | 2017    | 2018    | 2019    | 2020    | 2021    |         |         |
| ↗36 788 | ↗36 959 | ↗37 311 | ↘37 058 | ↘36 881 | ↘36 641 | ↘36 321 |         |         |

Национальный состав
По итогам переписи 2010 года: 
| Национальность | Численность (чел.) | Процентное соотношение |
| -------------- | ------------------ | ---------------------- |
| Русские        | 11 304             | 31,74%                 |
| Казахи         | 16 969             | 47,65%                 |
| Ногайцы        | 1994               | 5,60%                  |
| Татары         | 1483               | 4,16%                  |
| Чеченцы        | 301                | 0,85%                  |
| Лезгины        | 296                | 0,83%                  |
| Другие         | 1078               | 3,03%                  |
| Не указали     | 2190               | 6,15%                  |
| Всего          | 35 615             | 100,00%                |

По итогам переписи населения 2020 года проживали следующие национальности (национальности менее 0,1 % и другое см. в сноске к строке «Другие»):
| Национальность | Численность, чел. | Доля     |
| -------------- | ----------------- | -------- |
| Казахи         | 17 489            | 48,15 %  |
| Русские        | 11 453            | 31,53 %  |
| Ногайцы        | 2581              | 7,11 %   |
| Татары         | 617               | 1,70 %   |
| Чеченцы        | 194               | 0,53 %   |
| Азербайджанцы  | 118               | 0,32 %   |
| Узбеки         | 91                | 0,25 %   |
| Лезгины        | 90                | 0,25 %   |
| Армяне         | 84                | 0,23 %   |
| Украинцы       | 59                | 0,16 %   |
| Калмыки        | 43                | 0,12 %   |
| Таджики        | 39                | 0,11 %   |
| Табасараны     | 37                | 0,10 %   |
| Другие         | 3426              | 9,44 %   |
| Итого          | 36 321            | 100,00 % |

## Административное деление

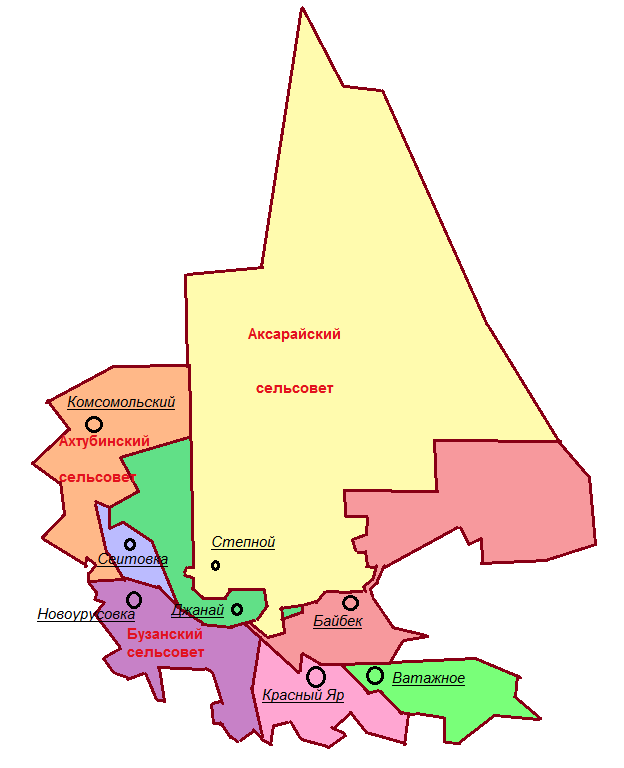
Сельсоветы Красноярского района

Красноярский район как административно-территориальная единица включает в свой состав 8 сельсоветов.
В Красноярский район как муниципальное образование со статусом муниципального района входят 8 муниципальных образований со статусом сельских поселений:
| № | Сельское поселение     | Административный центр | Количество населённых пунктов | Население, чел. | Площадь, км² |
| - | ---------------------- | ---------------------- | ----------------------------- | --------------- | ------------ |
| 1 | Аксарайский сельсовет  | посёлок Степной        | 4                             | →758            | 2920,98      |
| 2 | Ахтубинский сельсовет  | посёлок Комсомольский  | 5                             | ↘3087           | 396,68       |
| 3 | Байбекский сельсовет   | село Байбек            | 5                             | ↘3289           | 704,14       |
| 4 | Бузанский сельсовет    | село Новоурусовка      | 8                             | ↘5132           | 177,83       |
| 5 | Ватаженский сельсовет  | село Ватажное          | 8                             | ↗4075           | 260,24       |
| 6 | Джанайский сельсовет   | село Джанай            | 5                             | ↘1505           | 279,33       |
| 7 | Красноярский сельсовет | село Красный Яр        | 8                             | ↘16 966         | 33,21        |
| 8 | Сеитовский сельсовет   | село Сеитовка          | 8                             | ↗1509           | 61,65        |

В 2015 году были упразднены сельские поселения село Черёмуха и Забузанский сельсовет и влиты в Красноярский сельсовет с административным центром в селе Красный Яр.
В 2015 году был упразднён Верхнебузанский сельсовет и влит в Бузанский сельсовет с административным центром в селе Новоурусовка.
В 2015 году был упразднён Юбилейнинский сельсовет и влит в Байбекский сельсовет с административным центром в селе Байбек.
В 2016 году упразднены Аксарайский сельсовет и его единственный посёлок Аксарайский, а их территория влита в Джанайский сельсовет, заняв северную часть последнего.
В 2016 году были упразднены сельские поселения село Караозек и Кривобузанский сельсовет и влиты в Ватаженский сельсовет с административным центром в селе Ватажное.
В 2018 году сельские поселения село Малый Арал и Степновский сельсовет были объединены в новое сельское поселение под названием «Аксарайский сельсовет», которое уже носило другое бывшее муниципальное образование с упразднённым посёлком Аксарайский в его составе. Соответствующая административно-территориальная единица области после присоединения села Малый Арал сохранила название Степновский сельсовет.

## Населённые пункты
В Красноярском районе 51 населённый пункт.
| №  | Населённый пункт  | Тип                          | Население | Сельсовет              |
| -- | ----------------- | ---------------------------- | --------- | ---------------------- |
| 1  | Айсапай           | посёлок                      | ↘37       | Сеитовский сельсовет   |
| 2  | Аллайский         | посёлок                      | ↘249      | Бузанский сельсовет    |
| 3  | Алча              | посёлок                      | ↗1014     | Байбекский сельсовет   |
| 4  | Байбек            | село                         | ↗1911     | Байбекский сельсовет   |
| 5  | Бакланье          | село                         | ↘581      | Ватаженский сельсовет  |
| 6  | Барановка         | посёлок                      | →41       | Байбекский сельсовет   |
| 7  | Бахаревский       | посёлок                      | ↗266      | Ахтубинский сельсовет  |
| 8  | Белый Ильмень     | посёлок                      | ↘86       | Красноярский сельсовет |
| 9  | Белячий           | посёлок                      | ↘378      | Сеитовский сельсовет   |
| 10 | Брянский          | посёлок                      | →0        | Сеитовский сельсовет   |
| 11 | Бузан             | посёлок                      | ↗992      | Бузанский сельсовет    |
| 12 | Бузан-пристань    | посёлок                      | ↘473      | Сеитовский сельсовет   |
| 13 | Бузан-разъезд     | посёлок                      | ↘10       | Сеитовский сельсовет   |
| 14 | Ватажное          | село                         | ↗1242     | Ватаженский сельсовет  |
| 15 | Верхний Бузан     | посёлок                      | ↗1826     | Бузанский сельсовет    |
| 16 | Вишнёвый          | посёлок                      | ↗445      | Ахтубинский сельсовет  |
| 17 | Воробьёвский      | посёлок                      | ↗110      | Красноярский сельсовет |
| 18 | Вятское           | село                         | ↘17       | Джанайский сельсовет   |
| 19 | Дельта            | посёлок                      | ↗86       | Бузанский сельсовет    |
| 20 | Джанай            | село                         | ↗844      | Джанайский сельсовет   |
| 21 | Долгинский        | посёлок                      | ↘92       | Ватаженский сельсовет  |
| 22 | Досанг            | посёлок                      | ↗734      | Ахтубинский сельсовет  |
| 23 | Забузан           | село                         | ↗1614     | Красноярский сельсовет |
| 24 | Зайковка          | посёлок                      | ↗64       | Байбекский сельсовет   |
| 25 | Караозек          | село                         | ↗568      | Ватаженский сельсовет  |
| 26 | Кигач             | посёлок                      | ↘0        | Степновский сельсовет  |
| 27 | Комсомольский     | посёлок                      | ↗1175     | Ахтубинский сельсовет  |
| 28 | Кондаковка        | село                         | ↗112      | Ватаженский сельсовет  |
| 29 | Кошелевка         | село                         | ↗118      | Ватаженский сельсовет  |
| 30 | Красный Яр        | село, административный центр | ↗12 254   | Красноярский сельсовет |
| 31 | Кривой Бузан      | село                         | ↘758      | Ватаженский сельсовет  |
| 32 | Куянлы            | село                         | ↘2        | Сеитовский сельсовет   |
| 33 | Ланчуг            | посёлок                      | ↘0        | Сеитовский сельсовет   |
| 34 | Малый Арал        | село                         | ↗727      | Степновский сельсовет  |
| 35 | Маячное           | село                         | ↗1164     | Красноярский сельсовет |
| 36 | Новоурусовка      | село                         | ↗1189     | Бузанский сельсовет    |
| 37 | Первомайский      | посёлок                      | ↗80       | Красноярский сельсовет |
| 38 | Переправа Корсака | посёлок                      | ↗52       | Байбекский сельсовет   |
| 39 | Подчалык          | посёлок                      | →33       | Джанайский сельсовет   |
| 40 | Приозёрный        | посёлок                      | ↘18       | Степновский сельсовет  |
| 41 | Пушкино           | посёлок                      | ↘329      | Ватаженский сельсовет  |
| 42 | Сеитовка          | село                         | ↘477      | Сеитовский сельсовет   |
| 43 | Солнечный         | посёлок                      | 217       | Красноярский сельсовет |
| 44 | Староурусовка     | посёлок                      | ↘147      | Бузанский сельсовет    |
| 45 | Степной           | посёлок                      | ↘62       | Степновский сельсовет  |
| 46 | Тальниковый       | посёлок                      | ↗471      | Бузанский сельсовет    |
| 47 | Топал             | посёлок                      | ↗456      | Ахтубинский сельсовет  |
| 48 | Хожетаевка        | село                         | ↗15       | Джанайский сельсовет   |
| 49 | Черёмуха          | село                         | ↗1214     | Красноярский сельсовет |
| 50 | Шмагино           | посёлок                      | ↘223      | Бузанский сельсовет    |
| 51 | Ясын-Сокан        | село                         | ↘622      | Джанайский сельсовет   |

### Упразднённые населённые пункты
Ранее на территории Красноярского уезда находились деревни, села и поселки такие как Кордуан, Бировский, Гавриловка, Нарын-Кара, Никольское (Джамбай), Пушкино, Сенкин, Телячье, Топал, Черемуха, Шмагино, Зайковка, Зармута, Алгара, Александрия (Аристово) и прочие.
18 мая 1998 года упразднён посёлок Бершик
18 мая 1998 года упразднён посёлок Жалпак
18 мая 1998 года упразднено село Теплинка
18 мая 1998 года упразднён посёлок Ягодный
4 июня 2012 года упразднён посёлок Шагала.
26 июля 2013 года упразднён хутор Чистый Яр.
В 2016 году упразднён посёлок Аксарайский.

## Экономика
Итоги социально-экономического развития МО «Красноярский район» за 2008 год
Отгружено товаров собственного производства, выполнено работ и услуг крупными, средними, малыми предприятиями по видам деятельности («хозяйственным») и с численностью до 15 человек на сумму 51313,2 млн рублей.
В структуре отгруженных товаров собственного производства, выполненных работ и услуг 87,1 % занимает обрабатывающее производство, 9,1 % — добыча полезных ископаемых, 3,8 % — производство и распределение электроэнергии, газа и воды. Одним из приоритетных направлений развития района является добыча полезных ископаемых. В этом направлении производством занимается крупнейшее предприятие в области ООО «Газпром добыча Астрахань». С начала текущего года, по сравнению с аналогичным периодом прошлого года предприятием снижены объёмы добычи природного газа на 0,4 % (11939 млн м³), газового конденсата на 0,5 % (4159,6 тыс. тонн). В структуре обрабатывающих производств 96,5 % — производство нефтепродуктов, 0,13 % — производство пищевых продуктов, 0,01 % издательская и полиграфическая деятельность, 3,4 % — производство машин и оборудования.
На востоке Красноярского района расположен международный автомобильный пункт пропуска через границу в Казахстан — Караозек. Пересечение границы, проходящей здесь по реке Кигач, с 2007 года ведётся по вновь построенному мосту.

## Известные уроженцы
- Иванов, Николай Петрович (1900—1975) — советский военный деятель, генерал-майор.
- Тутаринов, Иван Васильевич (1904—1978) — советский военачальник, генерал-полковник, командующий ВДВ. Родился 19 июня 1904 года в станице Красноярской (ныне село Красный Яр).